# Класс светимости

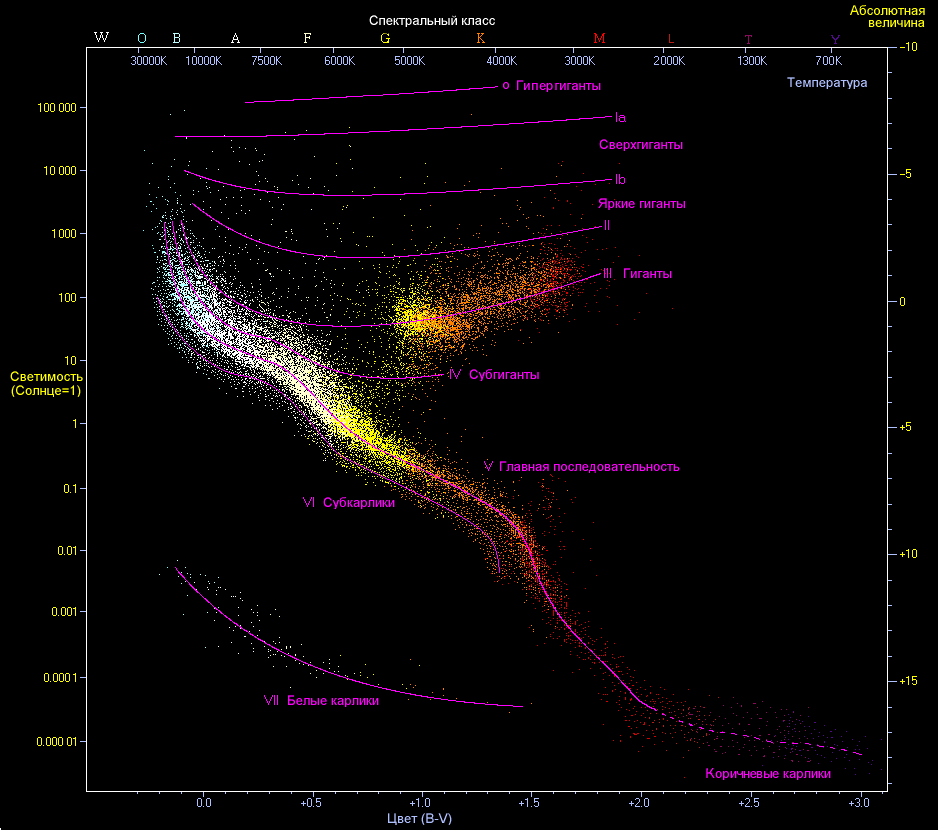
Диаграмма спектральный класс — светимость (Диаграмма Герцшпрунга — Рассела), фиолетовыми линиями отмечены классы светимости

Кла́ссы свети́мости звёзд — элементы классификации звёзд в зависимости от их светимости (или абсолютной звёздной величины) и спектрального класса, также известной как йеркская спектральная классификация.
Так как одному гарвардскому спектральному классу могут соответствовать звёзды с одинаковой температурой фотосферы, но отличающимися на порядки светимостями, была разработана йеркская спектральная классификация с учётом светимости (МКК). В соответствии с этой классификацией звезде приписывают гарвардский спектральный класс и класс светимости. Таким образом, если гарвардская классификация определяет абсциссу диаграммы Герцшпрунга — Рассела, то йеркская — положение звезды на этой диаграмме. Дополнительным преимуществом йеркской классификации является возможность по виду спектра звезды оценить её светимость и, соответственно, по видимой величине — расстояние (метод спектрального параллакса).
Звёзды на диаграмме Герцшпрунга — Рассела, где они отмечены по спектральному классу и абсолютной звёздной величине, распределены не равномерно, а сосредоточены в нескольких областях диаграммы. Класс светимости не напрямую связан со светимостью, а соответствует той или иной области диаграммы. Звёзды одинаковых (или близких) классов светимости образуют на диаграмме Герцшпрунга — Рассела последовательности (ветви), например, главная последовательность, ветвь красных гигантов или белых карликов.
Классы светимости звёзд устанавливаются по косвенным признакам: так как видимая звёздная величина зависит от расстояния до звезды и поглощения света в межзвёздной среде, то абсолютная звёздная величина определяется по особенностям спектра, зависящим от температуры (о которой можно судить по гарвардскому спектральному классу звезды), плотности и протяжённости атмосферы звезды (зависящих, в свою очередь от её массы и строения), влияющих на относительные интенсивности ряда спектральных линий ионизованных элементов. Так, например, в спектрах звёзд-гигантов линии ионизованных элементов усилены и все линии сужены, в спектрах белых карликов линии крайне уширены.
Различают следующие классы светимости:
| Класс | Название                           | Абсолютная звёздная величина MV |
| 0     | Гипергиганты                       | ярче -8                         |
| Ia+   | Ярчайшие сверхгиганты              | около −8                        |
| Ia    | Яркие сверхгиганты                 | от -8 до -6,4                   |
| Ib    | Нормальные сверхгиганты            | от -6,1 до -4,6                 |
| II    | Яркие гиганты                      | от -5,4 до -2,1                 |
| III   | Нормальные гиганты                 | от -5,4 до +1,4                 |
| IV    | Субгиганты                         | от -4,7 до +3,2                 |
| V     | Карлики главной последовательности | от -5,7 до +16                  |
| VI    | Субкарлики                         | от +4,8 до +16                  |
| VII   | Белые карлики                      | от +10,2 до +15                 |

В редких случаях выделяют класс светимости VIII, к которому относят ядра планетарных туманностей, превращающиеся в белые карлики.
В каждом классе светимости есть определённая связь между спектральным классом и светимостью. Так, например, звёзды главной последовательности тем ярче, чем более ранний их спектральный класс: от +16m для звёзд класса M8V до −5,7m для звёзд класса O5V.